# 静岡県道156号富士岡停車場線
静岡県道156号富士岡停車場線（しずおかけんどう156ごう ふじおかていしゃじょうせん）は、静岡県御殿場市内を通る一般県道である。

## 概要

### 路線データ
- 起点：富士岡停車場（静岡県御殿場市中山）
- 終点：静岡県御殿場市中山（静岡県道394号沼津小山線交点）
- 実延長：169m[1]

## 沿革
- 1960年（昭和35年）4月1日 - 認定[2]

## 地理

### 通過する自治体
- 静岡県御殿場市

### 接続する道路
- 御殿場市道（起点：御殿場市中山、「富士岡駅」前）
- 静岡県道394号沼津小山線（終点：富士岡駅入口交差点）

### 周辺
- JR御殿場線 富士岡駅
- 御殿場消防署 富士岡分署
- 御殿場市立富士岡小学校
- 御殿場富士岡郵便局
- 沼津信用金庫 富士岡支店
- 住電装プラテック 本社
- マックスバリュ 御殿場富士岡店

## その他
- ゼンリンデータコム提供の電子地図では、当県道は記載されていない。